# Les Aqua-tics
Les Aqua-tics (France) ou Homer, qu'on voit danser (The Wife Aquatic, Québec) est le 10e épisode de la saison 18 de la série télévisée d'animation Les Simpson et a connu le plus fort succès des saisons 17 à 20 de cette série.

## Synopsis

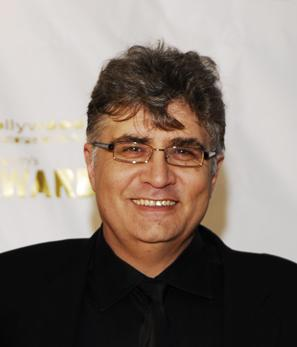
Maurice LaMarche.

Lors d'une séance de cinéma en plein air, Jimbo et ses amis détruisent le film projeté par les fils de Ned Flanders. Patty et Selma projettent alors un de leurs films de vacances à Barnacle Bay, ce qui réveille les souvenirs d'enfance de Marge et l'émeut profondément. Homer décide alors d'emmener la famille à Barnacle Bay. Arrivés sur place, les Simpson découvrent avec stupeur que tout est à l'abandon.
Homer fait tout rénover pour faire une surprise à Marge. Mais, lors du feu d'artifice qu'il lance, le ponton s'enflamme et l'incendie détruit tout le port. Pour payer sa dette, Homer doit partir en mer et ramener les poissons miam-miam qui faisaient la renommée de Barnacle Bay autrefois...

## Références culturelles

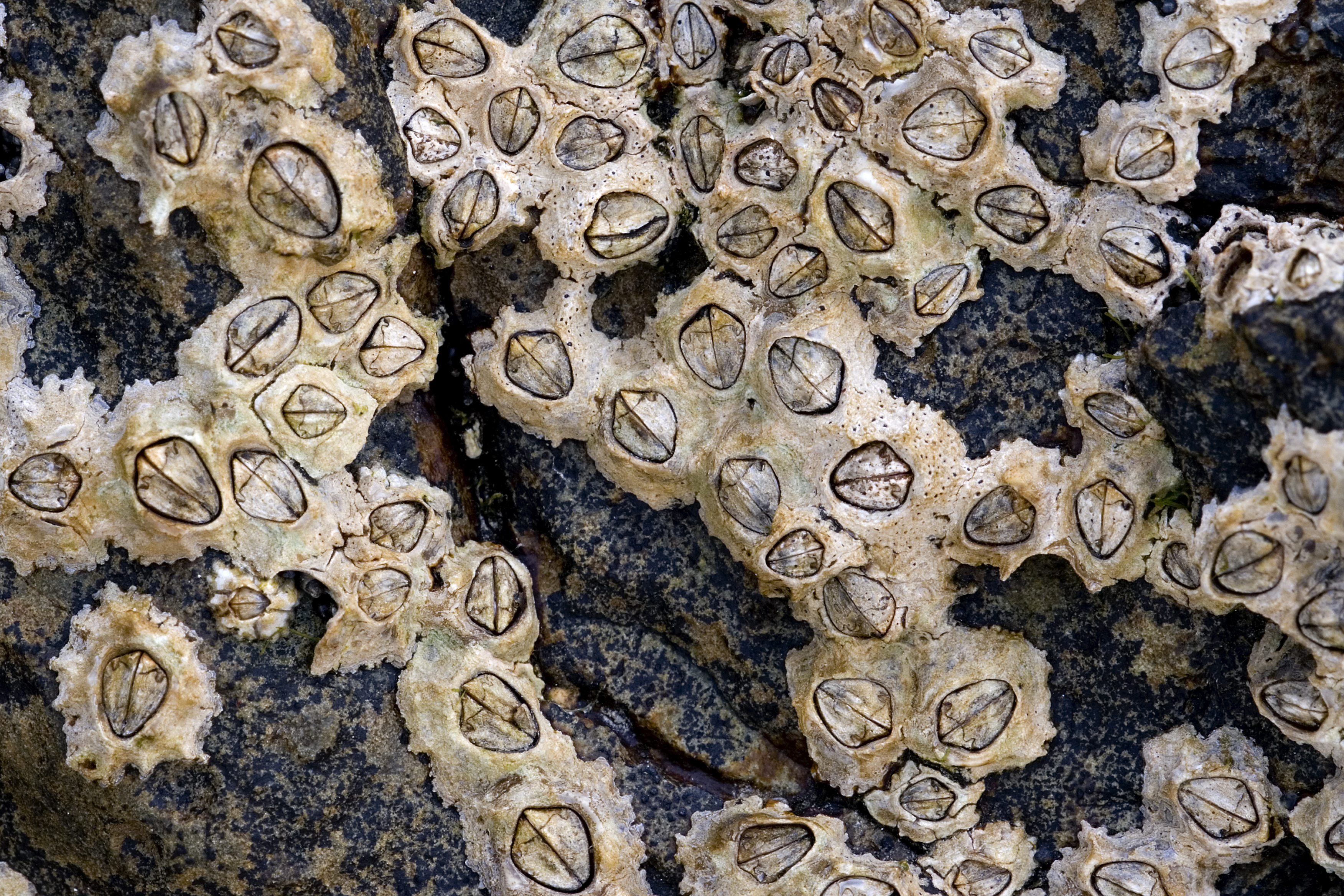
Les balanes (barnacles, en anglais), ici vues à marée basse, sont de petits crustacés (et non des mollusques) et vivent fixées sur les rochers.

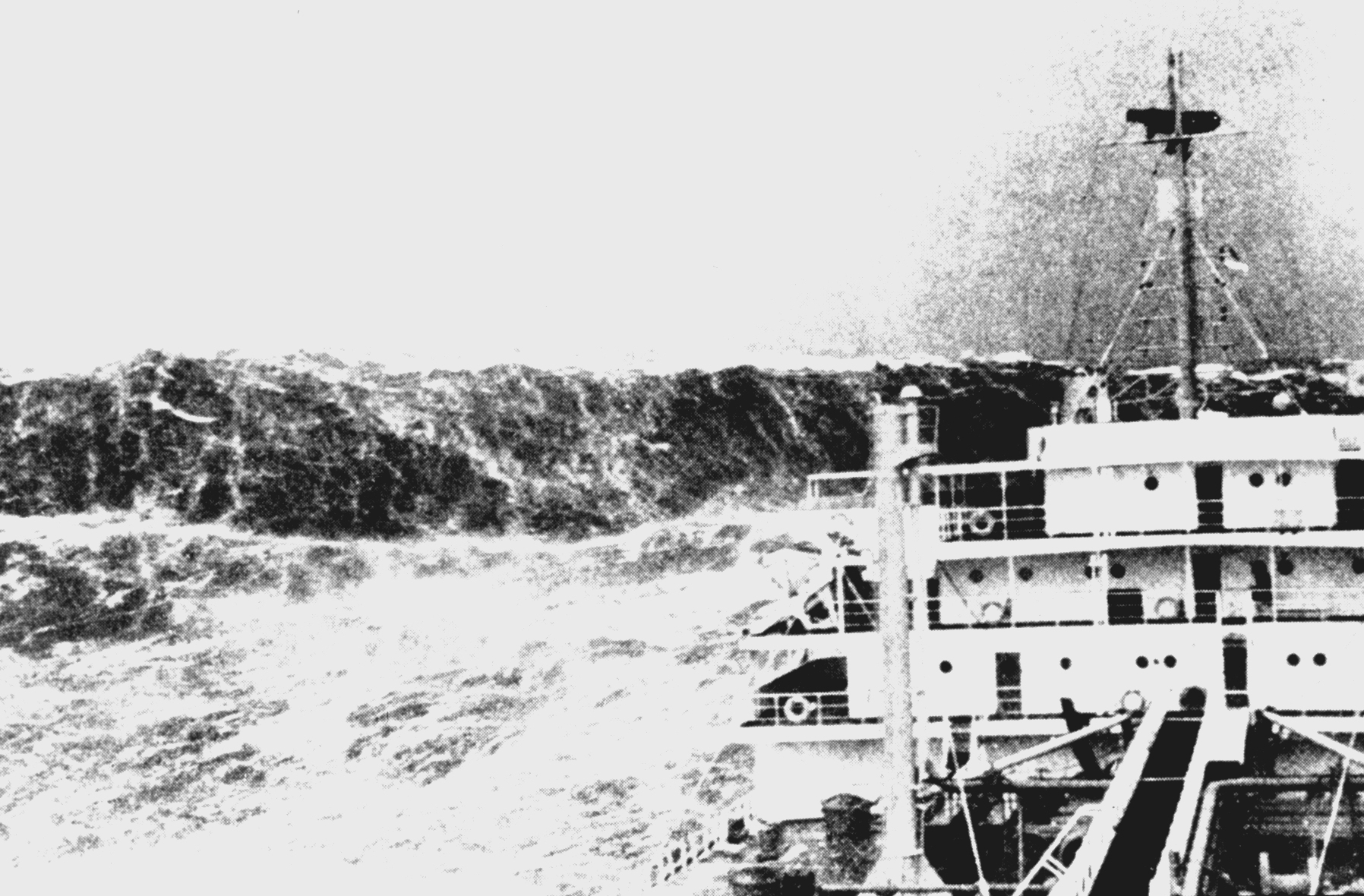
Une vague scélérate droit devant...